# Magnet Cove
Magnet Cove è una località (unincorporated community) degli Stati Uniti d'America situata nella  Contea di Hot Springs nell'Arkansas.
Si trova nelle Ouachita Mountains ed è conosciuta per i suoi minerali, come la magnetite, il rutilo, l'anatasio, la brookite, la perovskite, l'egirina e altri rari minerali della terra.